# Колокольчиковые
Колоко́льчиковые (лат. Campanuláceae) — семейство двудольных растений насчитывающее по состоянию на декабрь 2023 года 89 родов и 2 478 ботанических видов, распространённых преимущественно в Северном полушарии и в нетропических районах. Исключение составляет Южная Африка, где наблюдается большое разнообразие видов этого семейства. Представители семейства отсутствуют в Антарктиде, Сахаре и на севере Гренландии.

## Описание
Большинство видов составляют травы, чаще многолетние; но также можно встретить кустарники или даже деревья. Травы прямостоячие или иногда вьющиеся, наземные или редко эпифиты.

### Листья
Листья очерёдные или иногда супротивные, редко мутовчатые, цельнозубчатые, лопастные или редко перистые. Характерно наличие млечников во флоэме (ткани высших растений, осуществляющие транспортировку продуктов фотосинтеза от листьев к другим органам) листа и стебля. У большинства родов углеводы откладываются в форме инулина (полисахарида, образованного остатками фруктозы).

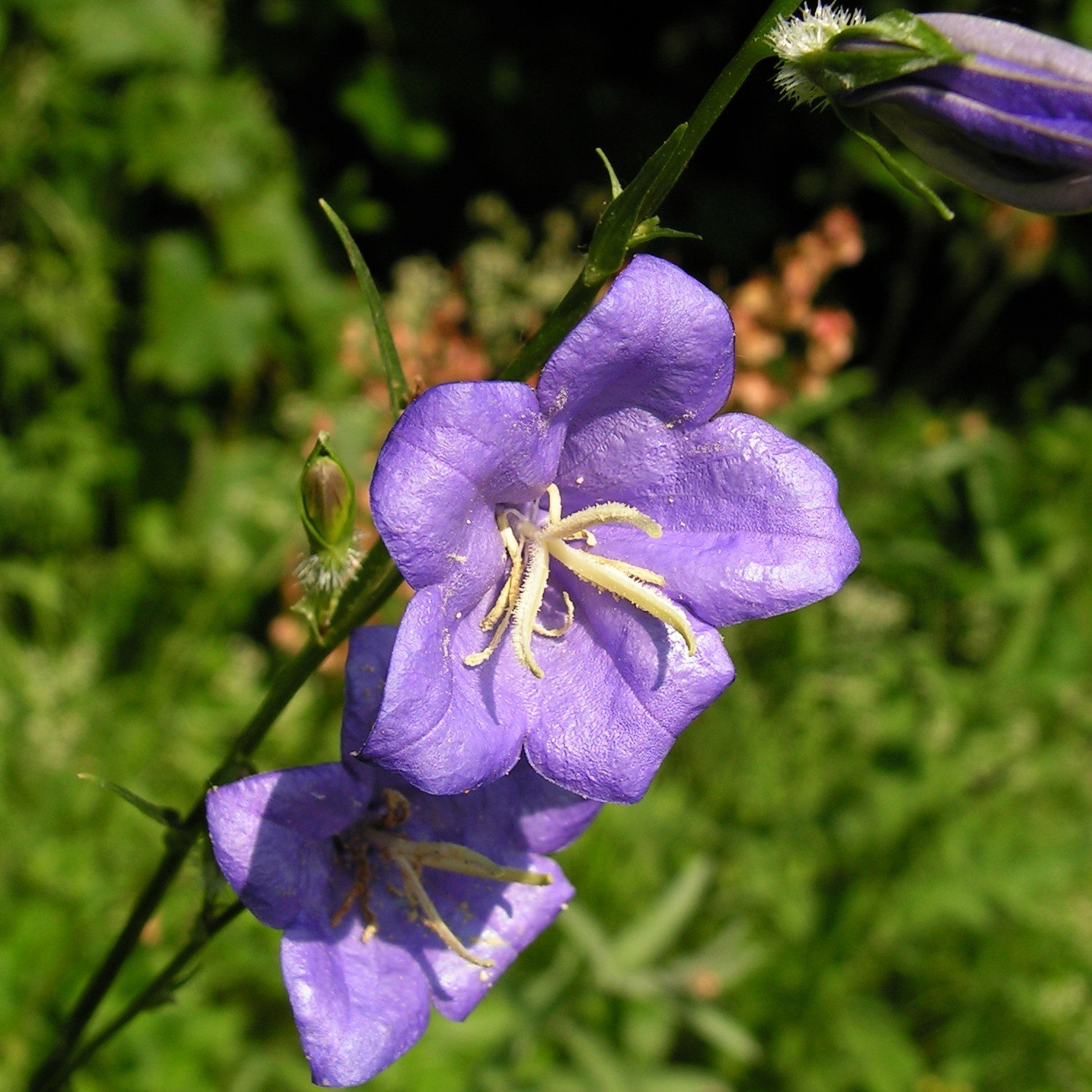
Колокольчик персиколистный (Campanula persicifolia)

### Цветки
Цветки обычно довольно крупные, в верхоцветных или чаще бокоцветных соцветиях, иногда в густых головках, окружённых обёрткой или в густых колосьях. Нередко цветки одиночные, верхушечные или пазушные, обычно обоеполые, очень редко однополые, актиноморфные или более или менее зигоморфные, большей частью пятичленные, в большинстве случаев с двумя прицветничками. Лопасти чашечки большей частью свободные, обычно остающиеся. Лепестки более или менее сросшиеся, редко свободные почти до основания. Тычинки в одинаковом числе с лепестками, свободные или чаще прикреплённые к основанию венчика, к диску или реже к трубке венчика; нити свободные или более или менее сросшиеся, у основания обычно более или менее расширенные; пыльники интрорзные, свободные (и тогда в бутоне большей частью склеены в трубку) или же довольно плотно спаяны в трубку. Гинецей из 5—2 плодолистиков, с простым или чаще лопастным столбиком, который в верхней части, включая наружные стороны лопастей рыльца, обычно густо покрыт одноклеточными волосками; завязь обычно нижняя, но иногда более или менее полунижняя или даже верхняя; 2—5-, редко 6—10-гнёздная, иногда почти 1-гнёздная, обычно с многими семязачатками в каждом гнезде, чаще всего на толстых плацентах. У верхушки завязи под основанием столбика находится нектарный диск, который бывает цилиндрическим, чашеобразным или кольцеобразным.

### Плоды
Плоды колокольчиковых очень разнообразны по типу. Чаще всего плод — коробочка, иногда спирально скрученная, вскрывающаяся верхушечными, боковыми или базальными створками или порами, или даже неправильно; реже плод — ягода, редко крыночка или орехообразный. Семена мелкие, обычно многочисленные, с прямым зародышем и мясистым и обычно обильным эндоспермом.

## Опыление
Опыление цветков колокольчиковых служит объектом интенсивных исследований. Но, несмотря на это, далеко не все группы колокольчиковых изучены в этом отношении достаточно хорошо, и на долю будущих исследователей остаётся много нерешённых вопросов.
Для подавляющего большинства колокольчиковых характерно перекрёстное опыление, которое обеспечивается прежде всего обычно очень сильно выраженной у них протандрией (более ранним созреванием пыльцы по сравнению с рыльцами пестиков в цветках у растений). Опылителями являются главным образом крупные пчелиные и бабочки, а также пилильщики, жуки и другие насекомые. Но немало среди колокольчиковых и орнитофильных (то есть опыляемых птицами) растений. Одной из наиболее характерных особенностей механизма опыления у колокольчиковых является подача пыльцы столбиком, а не непосредственно пыльником. Это довольно необычное для цветковых растений явление, кроме представителей порядка колокольчиковых.

## Классификация

### Таксономическое положение
- Campanulaceae Juss., 1789, Gen. Pl. 163

Семейство Колокольчиковые относится к порядку Астроцветные, последовательно входящему в клады Ламииды → Астериды → Суперастериды → Эвдикоты → Цветковые растения. Таксономическая схема в соответствии с Системой APG IV по состоянию на декабрь 2023 года:
|  |                          |  |                                   |                      |                           |  | еще 10 семейств |          |  |             |
|  |                          |  |                                   |                      |                           |  |                 |          |  |             |
|  |                          |  |                                   | порядок Астроцветные |                           |  |                 |          |  |             |
|  |                          |  |                                   |                      |                           |  |                 |          |  | 2 478 видов |
|  | клада Цветковые растения |  |                                   |                      | семейство Колокольчиковые |  |                 | 89 родов |  |             |
|  | клада Цветковые растения |  |                                   |                      |                           |  |                 | 89 родов |  |             |
|  |                          |  | ещё 63 порядка цветковых растений |                      |                           |  |                 |          |  |             |
|  |                          |  |                                   |                      |                           |  |                 |          |  |             |

### Роды
|  | - Adenophora — Бубенчик - Apetahia - Astrocodon - Asyneuma — Свободноцветка, или Азинеума - Azorina — Азорина - Berenice - Brighamia — Бригамия - Burmeistera — Бурмайстера, или Бурмейстера - Campanula L. — Колокольчик - Campanula rapunculus — Рапунцель - Campanulastrum - Canarina — Канарина - Centropogon — Центропогон - Clermontia — Клермонтия - Codonopsis — Кодонопсис - Craterocapsa - Cryptocodon — Скрытоколокольчик - Cyananthus — Цианантус - Cyanea — Цианея - Cylindrocarpa - Cyphia — Цифия - Cyphocarpus — Цифокарпус - Delissea — Делиссея - Diastatea - Dielsantha E.Wimm. — Дильсанта - Downingia — Доунингия - Echinocodon - Edraianthus — Эдрайант - Feeria - Gadellia — Гаделлия - Githopsis | - Grammatotheca - Gunillaea - Hanabusaya - Heterochaenia - Heterocodon - Heterotoma - Hippobroma - Homocodon - Howellia — Хаувелия - Hypsela - Jasione — Букашник - Isotoma — Изотома - Legenere - Legousia — Легузия - Leptocodon - Lobelia — Лобелия - Lysipomia - Merciera — Мерсьера - Michauxia — Мишоксия - Microcodon - Monopsis - Musschia - Namacodon - Nemacladus — Немакладус - Nesocodon - Numaeacampa Обычно этот род включают в род Codonopsis - Ostrowskia — Островския - Palmerella - Parishella — Паришелла | - Peracarpa — Перакарпа - Petromarula — Петромарула - Physoplexis - Phyteuma — Кольник - Platycodon A.DC. — Ширококолокольчик - Popoviocodonia — Поповиокодония, или Поповиоколокольчик - Porterella Torr. — Портерелла - Pratia — Пратия - Prismatocarpus — Призматокарпус - Pseudonemacladus — Псевдонемакладус - Rhigiophyllum — Ригиофиллум - Roella — Роэлла - Rollandia — Ролландия - Ruthiella - Sclerotheca — Склеротека - Sergia - Siphocampylus — Сифокампилус - Siphocodon — Сифокодон - Symphyandra — Симфиандра - Theilera - Trachelium Tourn. — Трахелиум - Treichelia - Trematolobelia — Трематокарпус - Trimeris - Triodanis — Триоданис - Unigenes - Wahlenbergia — Валенбергия - Zeugandra |